# Robert Galisson
Robert Galisson (* 6. Juni 1932 in Erdre-en-Anjou; † 1. Februar 2020 in Étampes) war ein französischer Romanist und Fremdsprachendidaktiker.

## Karriere
Robert Galisson wirkte zuerst im Rahmen der École Supérieure de Préparation et de Perfectionnement des Professeurs de Français à l’Étranger (ESPPPFE), dann von 1964 bis 1969 im Bureau pour l'Enseignement de la Langue et de la Civilisation française à l'étranger (BELC) sowie ab 1974 im Institut de Recherches et d’Applications pour la Diffusion du Français (IRADIF). Er 
habilitierte sich 1976 mit der Thèse Essai méthodologique pour l'étude du vocabulaire (erschienen 1978 unter anderem Titel) und besetzte an der Universität Sorbonne Nouvelle Paris III einen Lehrstuhl für Fremdsprachendidaktik. Er gehörte zu den Begründern der Angewandten Sprachwissenschaft (Linguistique appliquée) in Frankreich. Die Schwerpunkte seiner Forschung lagen auf dem Wortschatz und auf der Bedeutung des kulturellen Hintergrundes. Seine Verdienste wurden durch mehrere Festschriften gewürdigt.

## Veröffentlichungen (Auswahl)
- L'Apprentissage systématique du vocabulaire. 2 Bde. Larousse, Paris 1970.
- Inventaire thématique et syntagmatique du français fondamental. Hachette, Paris 1971.
- (Hrsg. mit Daniel Coste) Dictionnaire de didactique des langues. Hachette, Paris 1976. (spanisch 1983)
- Recherches de lexicologie descriptive. La banalisation lexicale. Le vocabulaire du football dans la langue sportive. Contribution aux recherches sur les langues techniques. F. Nathan, Paris 1978.
- Lexicologie et enseignement des langues. Essais méthodologiques. Hachette, Paris 1979. (Sammelschrift)
- D'hier à aujourd'hui. La didactique des langues étrangères du structuralisme au fonctionnalisme. CLE international, Paris 1980.
- D'autres voies pour la didactique des langues étrangères. Hatier, Paris 1982.
- Des mots pour communiquer. Éléments de lexicométhodologie. CLE international, Paris 1983.
- La Suggestion dans l'enseignement. Histoire et enjeu d'une pratique tabou. CLE international, Paris 1983.
- Dictionnaire de compréhension et de production des expressions imagées.  Clé international, Paris 1984.
- Les Expressions imagées. Clé international, Paris 1984.
- (mit Louis Porcher) Distractionnaire. Clé international, Paris 1986.
- (Hrsg. mit Pierre Lerat) Le Poids des mots dans l'enseignement. Didier Erudition, Paris 1987.
- De la langue à la culture par les mots. Clé international, Paris 1991.
- (mit Jean-Claude André) Dictionnaire de noms de marques courants. Essai de lexiculture ordinaire. Didier-Érudition, Paris 1998.
- (mit Christian Puren) La formation en questions. Clé international, Paris 1999.
- (Hrsg.) Comment peut-on être didactologue? In: Études de linguistique appliquée 127, 2002.
- Les ressorts d'un développement durable de la recherche en matière d'éducation aux et par les langues-cultures. In: Études de linguistique appliquée 155, 2009.